# Saint-Satur
 Saint-Satur  es una población y comuna francesa, situada en la región de  Centro, departamento de Cher, en el distrito de Bourges y cantón de Sancerre.

## Demografía
| 1661 | 1759 | 1774 | 1961 | 1805 | 1731 |
| Para los censos de 1962 a 1999 la población legal corresponde a la población sin duplicidades (Fuente: INSEE [Consultar]) |      |      |      |      |      |